# Diaprograpta alfredgodfreyi
Espèce
Diaprograpta alfredgodfreyi est une espèce d'araignées aranéomorphes de la famille des Miturgidae.

## Distribution
Cette espèce est endémique du Victoria en Australie. Elle se rencontre vers Lascelles.

## Description
Le mâle holotype mesure 6 mm.

## Étymologie
Cette espèce est nommée en l'honneur d'Alfred Lewis Godfrey.

## Publication originale
- Raven, 2009 : Revisions of Australian ground-hunting spiders: IV. The spider subfamily Diaprograptinae subfam. nov. (Araneomorphae: Miturgidae). Zootaxa, no 2035, p. 1-40.